# 山田恵諦
山田 恵諦（やまだ えたい、明治28年（1895年）12月1日 - 平成6年（1994年）2月22日）は、日本の天台宗の僧侶。第253世天台座主を20年務め、「比叡山宗教サミット」の開催や「一隅を照らす運動」に尽力した。その行動的な姿から「空飛ぶお座主」といわれた。

## 経歴
明治28年（1895年）12月1日、兵庫県揖保郡太子町に生まれる。母に連れられて寺に参詣した際、修行者の姿に心を惹かれて仏教に憧れたという。明治37年（1904年）延命寺で出家し、堀恵慶の弟子となる。この時「恵諦」の法名を賜る。16歳で比叡山に入り、比叡山中学に入学。大正9年（1920年）天台宗西部大学卒業、卒業後は天台学の専門研究員となる。
昭和25年（1950年）天台宗教学部長および天台宗勧学院院長、昭和39年（1964年）延暦寺本坊滋賀院門跡を経て、昭和49年（1974年）第253世天台座主に就任。「一隅を照らす運動」総裁。座主就任に際して、それまでに就いていた全日本仏教会会長などの役職を全て辞任した。1985年に仏教伝道文化賞功労賞（第19回）を受賞。
昭和62年（1987年）8月3日、比叡山開創1200年を記念して比叡山宗教サミットを主催。カトリック教会のフランシス・アリンゼ枢機卿ら、世界の七大宗教の指導者24人が比叡山に集い、世界の平和を祈願した。平成元年（1989年）第6回庭野平和賞を受賞。
平成6年（1994年）2月22日、最期に「仏様が見える」との言葉を残して、遷化。98歳没。

## エピソード
- 政府が景気対策で「内需拡大」を訴えたところ、恵諦は公式の席で反対した。「内需拡大とは贅沢をしろということだ。人間はいちど贅沢の癖がつくと直らない。とんでもないことだ」というのが、その趣旨であった。[要出典]
- NHK新大型時代劇『武蔵坊弁慶』（1986年）やNHKスペシャル『驚異の小宇宙 人体』（1989年）などテレビ番組の題字も手がけた[5]。亡くなる前年、大河ドラマ『炎立つ』（1993年～1994年）の題字も手がけ[6]、『炎立つ』の放送期間中に遷化した。
- 1992年、日本経済新聞朝刊「私の履歴書」でも取り上げられている。

## 著書
- 『一隅を照らす』（大和出版）
- 『大愚のすすめ』（大和出版）
- 『道心は国の宝』（佼成出版社）
- 『己を忘れて他を利する』（佼成出版社）
- 『法華経と伝教大師』（第一書房）
- 『慈覚大師』（第一書房）
- 『元三大師』（第一書房）
- 『山田恵諦の人生法話』上・中・下（法蔵館）
- 『生かして生かされる』（法蔵館）
- 『法華経のこころ』（法蔵館）
- 『一隅を照らす』（法蔵館）
- 『山田恵諦百歳を生きる』（法蔵館）